# Jacob Collaert
Jacob Collaert, auch Jacob Collaart, französisch Jacques Colaert (* 1584 in Dünkirchen; † 30. Juli 1637 in San Sebastian) war ein Freibeuter aus Dünkirchen, der als Admiral im Auftrag der Spanier gegen die Niederländer im Achtzigjährigen Krieg auf Kaperfahrt war.
Collaert stammte aus einer alten und bekannten Seefahrer-Familie in Dünkirchen und war im Dienst der spanischen Niederlande unter dem erzherzöglichen Paar Isabella von Spanien und Albrecht von Österreich. 1635 begann er von sich Reden zu machen (er hatte zu dieser Zeit aber schon bedeutende Erfolge als Kaperer und im Seekrieg vorzuweisen). Zunächst geleitete er erfolgreich 2000 Mann spanische Infanterie nach Dünkirchen. Im selben Jahr unternahm er einen großen Überfall auf die niederländische Fischereiflotte. Von 30 zur Verfügung stehenden Schiffen wählte er sechs neue Fregatten und 14 weitere Kriegsschiffe aus. Sie konnten die niederländische Blockade des Hafens umgehen und griffen die gerade ausgelaufene Fischereiflotte von Enkhuizen an, die in diesem Jahr verspätet in die Nordsee auslief. Am 17. August konnten sie fast die Hälfte der 140 Fischerboote versenken, sie zerstreute sich daraufhin und am folgenden Tag brachten sie nur vier weitere auf. An den Fischgründen der Doggerbank konnte Collaert aber bald darauf die nicht vorgewarnte Fischereiflotte der Maas überraschen und nach einem Kampf mit deren Begleitschutz 20 Schiffe aufbringen. Dann machte er sich auf den Rückweg und konnte dabei im Gefecht eine niederländische Kriegsschiffflotte abweisen, die fast so groß wie seine eigene war. Auf die Nachricht von der Katastrophe der Fischereiflotte waren eine Flotte unter Willem Codde van der Burch aus Rotterdam ausgelaufen, die sich bei Texel mit einer Flotte unter dem Kommando von Philips van Dorp traf. Von den 20 niederländischen Kriegsschiffen konnte Collaert vier stark beschädigen, musste dann aber weichen als Verstärkung unter Vizeadmiral Quast eintraf. Trotz Verfolgung konnte er nach Dünkirchen mit seiner Beute entkommen ohne Verlust eigener Schiffe. Zur Beute gehörten Kanonen, Munition, ein großes niederländisches Kriegsschiff, viele Fische und über 900 Gefangene. 89 Fischkutter und fünf Kriegsschiffe waren zerstört oder erobert worden. Einen Monat später gelang ihm ein weiterer Coup, als er im Ärmelkanal einen holländischen Westindienkonvoi angriff, der von einem Beutezug gegen die Spanier zurückkehrte. Dabei nahm er auch den Kommandanten Cornelis Corneliszoon Jol gefangen und eroberte dessen Flaggschiff Otter. Anfang des Jahres 1636 verließ ihn sein Glück. Er sollte mit vier großen Kriegsschiffen den geplanten großen Konvoi von Truppentransporten (Fuentes Expedition) von Spanien in die spanischen Niederlande ergänzen. Beim Versuch die Blockade vor Dünkirchen zu durchbrechen wurde eines seiner Schiffe zum Auflaufen gezwungen und die anderen in einem mehrstündigen Gefecht vor Dieppe am 29. Februar 1636 von einer niederländischen Flotte unter Johan Evertsen aufgebracht. Collaert geriet in Gefangenschaft und wurde mit anderen Gefangenen gegen die Hälfte der rund 1000 gefangenen niederländischen Fischer ausgetauscht. Im Frühjahr 1637 reiste er auf der Galleone Stella Maris nach San Sebastian und von dort nach Madrid, wo der spanische König Philipp IV. selbst dem inzwischen zum Admiral beförderten Collaert in einer feierlichen Zeremonie den Orden von Santiago verlieh. Er starb bald darauf auf seinem Flaggschiff in A Coruña an einer Krankheit.
Seine Tochter Clara heiratete den irischen Freibeuter und späteren Admiral der Royal Navy Edward Spragge (um 1620–1673). Sein Sohn Jacob Collaert der Jüngere war auch Freibeuter.
Sein Ruhm wurde später überschattet von dem eines anderen großen Korsaren aus Dünkirchen, Jean Bart. Neben den Familien Colaert und Bart stellte auch die Familie Jacobsen aus Dünkirchen damals bekannte Kaperer bzw. Marineoffiziere.